# ماریوس بولتر
ماریوس بولتر (زاده ۲۹ مارس ۱۹۹۳) یک فوتبالیست اهل آلمان است که به عنوان مهاجم دوم و وینگر برای باشگاه شالکه ۰۴ در بوندسلیگا ۲ بازی می‌کند.